# 15e session du Comité du patrimoine mondial
La 15e session du Comité du patrimoine mondial a eu lieu du 9 au 13 décembre 1991 à Carthage, en Tunisie.

## Inscriptions

### Patrimoine mondial
Le Comité décide d'inscrire 22 biens sur la liste du patrimoine mondial. La liste compte alors 357 biens protégés.
La Finlande, l'Indonésie, le Mozambique, le Niger, la Roumanie, la Suède et la Thaïlande connaissent leurs premières inscriptions.
Les critères indiqués sont ceux utilisés par l'Unesco à partir de 2005, et non pas ceux employés lors de l'inscription des sites. Par ailleurs, les superficies mentionnées sont celles des biens actuels, qui ont pu être modifiées après leur inscription.
| Id. | Bien                                                                          | Pays       | Superficie (ha) | Critères et notes                                                                                             | Coordonnées                   | Illus. |
| --- | ----------------------------------------------------------------------------- | ---------- | --------------- | --- | ----------------------------- | ------ |
| 515 | Abbaye et Altenmünster de Lorsch                                              | Allemagne  | 3,34            | Culturel, (iii), (iv)                                                                                         | 49° 39′ 14″ N, 8° 34′ 08″ E   |        |
| 578 | Baie Shark, Australie occidentale                                             | Australie  | 2 200 902       | Naturel, (vii), (viii), (ix), (x)                                                                             | 25° 30′ S, 113° 30′ E         |        |
| 566 | Ville historique de Sucre                                                     | Bolivie    |                 | Culturel, (iv)                                                                                                | 19° 02′ 35″ S, 65° 15′ 32″ O  |        |
| 606 | Parc national de Serra da Capivara                                            | Brésil     | 130 600         | Culturel, (iii)                                                                                               | 8° 25′ 01″ S, 42° 19′ 59″ O   |        |
| 518 | Monastère de Poblet                                                           | Espagne    | 18              | Culturel, (i), (iv)                                                                                           | 41° 22′ 52″ N, 1° 04′ 59″ E   |        |
| 582 | Ancienne Rauma                                                                | Finlande   | 29              | Culturel, (iv), (v)                                                                                           | 61° 07′ 41″ N, 21° 30′ 43″ E  |        |
| 583 | Forteresse de Suomenlinna                                                     | Finlande   | 210             | Culturel, (iv)                                                                                                | 60° 08′ 38″ N, 24° 59′ 02″ E  |        |
| 601 | Cathédrale Notre-Dame, basilique et abbaye Saint-Rémi et palais du Tau, Reims | France     | 4,16            | Culturel, (i), (ii), (vi)                                                                                     | 49° 15′ 12″ N, 4° 01′ 58″ E   |        |
| 600 | Paris, rives de la Seine                                                      | France     | 365             | Culturel, (i), (ii), (iv                                                                                      | 48° 51′ 30″ N, 2° 17′ 39″ E   |        |
| 592 | Ensemble de Borobudur                                                         | Indonésie  | 26              | Culturel, (i), (ii), (vi)                                                                                     | 7° 36′ 29″ S, 110° 12′ 14″ E  |        |
| 642 | Ensemble de Prambanan                                                         | Indonésie  |                 | Culturel, (i), (iv)                                                                                           | 7° 45′ 07″ N, 110° 29′ 31″ E  |        |
| 609 | Parc national de Komodo                                                       | Indonésie  | 219 322         | Naturel, (vii), (x)                                                                                           | 8° 32′ 35″ S, 119° 29′ 20″ E  |        |
| 608 | Parc national de Ujung Kulon                                                  | Indonésie  | 78 525          | Naturel, (vii), (x)                                                                                           | 6° 45′ 00″ S, 105° 19′ 59″ E  |        |
| 585 | Centre historique de Morelia (es)                                             | Mexique    | 390             | Culturel, (ii), (iv), (vi)                                                                                    | 19° 42′ 14″ N, 101° 11′ 31″ O |        |
| 599 | Île de Mozambique                                                             | Mozambique |                 | Culturel, (iv), (vi)                                                                                          | 15° 02′ 02″ S, 40° 44′ 10″ E  |        |
| 573 | Réserves naturelles de l'Aïr et du Ténéré                                     | Niger      | 7 736 000       | Naturel, (vii), (ix), (x) En péril                                                                            | 18° N, 9° E                   |        |
| 588 | Delta du Danube                                                               | Roumanie   | 312 440         | Naturel, (vii), (x)                                                                                           | 45° 04′ 59″ N, 29° 30′ 00″ E  |        |
| 561 | Temple d'Or de Dambulla                                                       | Sri Lanka  |                 | Culturel, (i), (vi) La désignation du site est modifiée en « Temple troglodyte de Rangiri Dambulla » en 2019. | 7° 51′ 25″ N, 80° 38′ 56″ E   |        |
| 559 | Domaine royal de Drottningholm                                                | Suède      | 162,45          | Culturel, (iv)                                                                                                | 59° 19′ 19″ N, 17° 53′ 10″ E  |        |
| 591 | Sanctuaires de faune de Thung Yai-Huai Kha Khaeng                             | Thaïlande  | 622 200         | Naturel, (vii), (ix), (x)                                                                                     | 15° 19′ 59″ N, 98° 55′ 01″ E  |        |
| 576 | Ville historique d'Ayutthaya                                                  | Thaïlande  | 289             | Culturel, (iii)                                                                                               | 14° 20′ 53″ N, 100° 33′ 40″ E |        |
| 574 | Ville historique de Sukhothaï et villes historiques associées                 | Thaïlande  | 11 852          | Culturel, (i), (iii)                                                                                          | 16° 29′ 46″ N, 99° 30′ 40″ E  |        |

### Extensions
Le Comité approuve l'extension d'un bien déjà inscrit.
| Id. | Bien                      | Pays  | Superficie (ha) | Critères et notes | Coordonnées                  | Illus. |
| --- | ------------------------- | ----- | --------------- | --- | ---------------------------- | ------ |
| 500 | Centre historique de Lima | Pérou | 278             | Culturel, (iv) L'inscription de 1988 ne concernait que l'ensemble monastique Saint-François-d'Assise ; elle est étendue au centre-ville tout entier. | 12° 03′ 04″ S, 77° 02′ 31″ O |        |

### Patrimoine en péril
Le Comité approuve l'inscription d'un site sur la liste du patrimoine mondial en péril.
| Id. | Bien                       | Pays        | Superficie (ha) | Critères et notes | Coordonnées                  | Illus. |
| --- | -------------------------- | ----------- | --------------- | --- | ---------------------------- | ------ |
| 95  | Vieille ville de Dubrovnik | Yougoslavie | 97              | Culturel, (i), (iii), (iv) Inscrit en 1979, le bien est menacé par la guerre de Croatie, le pays ayant déclaré son indépendance en juin 1991. Dubrovnik est placée en urgence sur la liste du patrimoine mondial en péril et y reste jusqu'en 1998. | 42° 39′ 04″ N, 18° 05′ 28″ E |        |

### Propositions rejetées
Le Comité rejette l'inscription de trois sites, qu'il n'estime pas correspondre aux critères de la liste du patrimoine mondial
| Bien                                                        | Pays             | Notes | Coordonnées                  | Illus. |
| ----------------------------------------------------------- | ---------------- | --- | ---------------------------- | ------ |
| Amphithéâtre de Durrës                                      | Albanie          | L'Albanie inscrit à nouveau le site sur sa liste indicative en 1996. | 41° 18′ 43″ N, 19° 26′ 42″ E |        |
| Parc national de Tarutao                                    | Thaïlande        | | 6° 35′ 42″ N, 99° 38′ 42″ E  |        |
| Cimetière des Combattants et monument de la Liberté de Riga | Union soviétique | Site proposé par l'Union soviétique en 1991. Lors de l'examen, la Lettonie a déjà déclaré son indépendance depuis plus d'un an. L'Union soviétique est dissoute quelques jours après la fin de la 15e session. | 56° 59′ 20″ N, 24° 08′ 35″ E |        |